# William Boyce
William Boyce (Londres, 11 de setembro de 1711 — Kensington, 7 de fevereiro de 1779) foi um compositor do Reino Unido.

## Vida
Boyce nasceu em Londres, no Joiners Hall, então na Lower Thames Street, filho de John Boyce, na época marceneiro e marceneiro, e bedel da Worshipful Company of Joiners and Ceilers, e sua esposa Elizabeth Cordwell. Ele foi batizado em 11 de setembro de 1711 e foi admitido por seu pai como menino do coro na Catedral de São Paulo em 1719. Depois que sua voz falhou em 1727, ele estudou música com Maurice Greene.
Sua primeira nomeação profissional ocorreu em 1734, quando trabalhou como organista na Capela de Oxford, no centro de Londres. Ele passou a ocupar vários cargos semelhantes antes de ser nomeado Mestre do King's Musick em 1757 (ele havia se candidatado ao cargo após a morte de Maurice Greene em 1755) e se tornar um dos organistas da Capela Real em 1758. Ele também deu aulas, sua filha contando ao compositor R.J.S. Stevens que Thomas Linley, o Velho e Thomas Linley, o Jovem, foram seus alunos em contraponto no período de 1763-1768.
Seu trabalho como compositor começou na década de 1730, escrevendo canções para Vauxhall Gardens. Em 1736 foi nomeado compositor da Capela Real e escreveu o oratório Lamentação de Davi sobre Saul e Jônatas. Ele foi contratado como regente do Festival dos Três Coros em 1737; muitas de suas obras, incluindo a Abertura de Worcester (hoje conhecida como sua Sinfonia nº 8), terão sido estreadas no Festival nos anos seguintes. A década de 1740 viu sua ópera Peleus e Thetis, a serenata Solomon e sua Secular Masque, com um libreto de John Dryden. Em 1749 ele escreveu uma ode e o hino Ó, seja feliz em comemorar a posse do Duque de Newcastle como Chanceler da Universidade de Cambridge, e recebeu o grau de Doutor em Música. Em 1747 ele publicou sua primeira composição puramente instrumental, um conjunto de "Doze Sontas para Dois Violinos e um Baixo" e estes se tornaram populares. Charles Burney escreveu que eles estavam "não apenas em uso constante, como música de câmara, em concertos privados ... mas em nossos teatros, como canções teatrais [isto é, intermezzi] e jardins públicos, como peças favoritas, durante muitos anos".
Na década de 1750, Boyce forneceu a David Garrick canções e outras músicas para muitas produções no Drury Lane Theatre. Estas incluíam suas próprias óperas The Chaplet e The Shepherd's Lottery, ambas com libretos de Moses Mendez e para a pantomima de Garrick em 1759, Harlequin's Invasion, que continha o que se tornou a canção mais famosa de Boyce, Heart of Oak.
Como Mestre do King's Musick, Boyce tinha a responsabilidade de escrever música para ocasiões reais, incluindo funerais, casamentos e coroações. Ele, no entanto, recusou-se a fazer uma nova configuração de Zadok o Priest para a coroação de George III em 1761, alegando que definição do hino de Handel era insuperável - como consequência do qual a definição de Handel foi jogado em cada britânico posterior coroação.
No ano de 1758, sua surdez havia aumentado a tal ponto que ele foi incapaz de continuar em seus cargos de organista. Ele resolveu desistir de ensinar e se aposentar para Kensington, e se dedicar a editar a coleção de música da igreja que leva seu nome. Ele se aposentou e trabalhou na conclusão da compilação Cathedral Music que seu professor Greene havia deixado incompleta quando ele morreu. Isso levou a Boyce editar obras de nomes como William Byrd e Henry Purcell. Muitas das peças da coleção ainda são usadas em serviços anglicanos hoje.
Em 7 de fevereiro de 1779, Boyce morreu de um ataque de gota. Ele foi enterrado sob a cúpula da Catedral de São Paulo. Seu único filho, também William Boyce (25 de março de 1764 - 1824), era um contrabaixista profissional.